# Жермињонвил
Жермињонвил (фр. Germignonville) насеље је и општина у централној Француској у региону Центар (регион), у департману Ер и Лоар која припада префектури Шартр.
По подацима из 2011. године у општини је живело 233 становника, а густина насељености је износила 11,14 становника/km². Општина се простире на површини од 20,92 km². Налази се на средњој надморској висини од 141 метар (максималној 141 m, а минималној 117 m).

## Демографија
| 1962. | 1968. | 1975. | 1982. | 1990. | 1999. | 2011. |
| ----- | ----- | ----- | ----- | ----- | ----- | ----- |
| 228   | 292   | 264   | 223   | 199   | 185   | 233   |

График промене броја становника у току последњих година